# Hypopterygium sandwicense
Hypopterygium sandwicense là một loài Rêu trong họ Hypopterygiaceae. Loài này được Broth. mô tả khoa học đầu tiên năm 1927.